# Florence Ezeh
Florence Edem Apefa Ezeh (sinh ngày 29 tháng 12 năm 1977 tại Lomé) là một tay ném búa nữ từ Togo, người trước đây đại diện cho Pháp trong sự nghiệp của bà. Bà đã cố gắng hết sức (68,03 mét) vào ngày 9 tháng 8 năm 2002 tại Giải vô địch châu Âu tại Munich. Ezeh đã tham dự Đại học Phương thức miền Nam tại Dallas, Texas.

## Tiểu sử
Một sinh viên tại Đại học Phương thức miền Nam tại Dallas, bà đã giành được các giải vô địch NCAA năm 1999, 2000 và 2001. Thi đấu cho Athlé 78 cho đến năm 1995, sau đó là Câu lạc bộ Racing de France từ 1996 đến 2004, sau đó là CA Montreuil 93 tại vào cuối năm 1995, bà đã có một mùa giải xuất sắc vào năm 1999 bằng chiến thắng Búa ném tại Giải vô địch châu Âu năm 1999, tại Gothenburg, với độ cao 64,56m. bà lập sáu lần kỷ lục cao cấp về môn Ném búa của Pháp: 56,52m ngày 8 tháng 7 năm 1995 tại Bondoufle, 57,74m ngày 29 tháng 6 năm 1996 tại Montgeron, 58,28m ngày 31 tháng 7 năm 1996 tại Lamballe, 65,15m và 65,41m ngày 20 tháng 3 năm 1999 tại Austin (Texas) và 66,13m ngày 7 tháng 5 năm 1999 tại Denton.
Năm 2001, bà đã giành được huy chương vàng tại Thế vận hội Địa Trung Hải, và lọt vào chung kết Giải vô địch thế giới tại Edmonton (hạng 7). Năm sau, bà đứng thứ tư tại Giải vô địch châu Âu tại Munich và thiết lập thành bàng lớn nhất trong sự nghiệp (68,03m).
Sở hữu hai quốc tịch, (Franco-Togolese), bà quyết định thi đấu cho đất nước khai sinh của mình vào cuối mùa giải 2005. Lần thứ bảy tại Thế vận hội Pháp, bà đứng thứ ba tại Đại hội thể thao châu Phi 2007, thứ hai tại Giải vô địch châu Phi 2008, sau đó đứng thứ ba tại Giải vô địch châu Phi sau đây, vào năm 2010. Bà giữ kỷ lục Togo cho Búa ném (62,75m).

## Thành tích
| Năm               | Giải đấu                   | Địa điểm              | Thứ hạng          | Chú thích         |
| Representing Pháp | Representing Pháp          | Representing Pháp     | Representing Pháp | Representing Pháp |
| ----------------- | -------------------------- | --------------------- | ----------------- | ----------------- |
| 1998              | European Championships     | Budapest, Hungary     | 14th (q)          | 58.72 m           |
| 1999              | European U23 Championships | Gothenburg, Thụy Điển | 1st               | 64.56 m           |
| 1999              | World Championships        | Seville, Spain        | 16th (q)          | 60.74 m           |
| 2001              | Jeux de la Francophonie    | Ottawa, Canada        | 3rd               | 64.53 m           |
| 2001              | World Championships        | Edmonton, Canada      | 7th               | 65.88 m           |
| 2001              | World Student Games        | Bắc Kinh, PR China    | 7th               | 63.59 m           |
| 2001              | Mediterranean Games        | Radès, Tunisia        | 1st               | 64.59 m           |
| 2002              | European Championships     | Munich, Germany       | 4th               | 68.03 m (PB)      |
| 2003              | World Championships        | Paris, France         | 28th (q)          | 62.12 m           |
| Representing Togo |                            |                       |                   |                   |
| 2005              | Jeux de la Francophonie    | Niamey, Niger         | 7th               | 56.12 m           |
| 2007              | All-Africa Games           | Algiers, Algeria      | 2nd               | 59.55 m           |
| 2008              | African Championships      | Addis Ababa, Ethiopia | 2nd               | 61.26 m           |
| 2009              | World Championships        | Berlin, Germany       | 38th (q)          | 59.76 m           |
| 2009              | Jeux de la Francophonie    | Beirut, Lebanon       | 8th               | 57.19 m           |
| 2010              | African Championships      | Nairobi, Kenya        | 3rd               | 57.94 m           |
| 2011              | All-Africa Games           | Maputo, Mozambique    | 10th              | 48.90 m           |